# عبدون‌دندان
عبدون‌دندان (نام علمی: Abdounodus) نام یک سرده از راسته لقمه‌ای‌بندان است.